# بلقيس صيداوي
بلقيس محمد أبو خدود صيداوي هي كاتبة وشاعرة لبنانية، وُلدت عام 1935 في مدينة النبطية في لبنان، اسمها هوَ بلقيس أبو خدود ولكن صيداوي جاءتها من نسبة زوجها يوسف صيداوي.
دَرست بلقيس في مدارس النبطية، كما درست في المدرسة الإنجيلية الأمريكية في بيروت، ودرست في المدرسة الأهلية ببيروت، ثم حصلت على إجازة في الأدب العربي، وعاشت بلقيس في مدينة فريتاون في سيراليون سنوات عديدة، وبعد ذلك عادت إلى لبنان.
لها عدد من الدواوين الشعرية، ومِنها: همسات من سبأ (1998)، وَدموع تغني (1998)، وَبقاء وزوال (1998)، وَلها مسرحية شعرية بعنوان (ري مي) في الغاب (1998)، كما لها مجموعة قصصية بعنوان «الرسالة الأخيرة»، ولها بحث علمي بعنوان «ماري خوري».
شاركت بلقيس في العديد من المهرجانات الشعرية في لبنان، ووضعت النشيد الرسمي للدفاع المدني اللبناني، كما قدمت نماذج من أشعارها في الإذاعة والتلفاز اللبنانيين، ونُشرت قصائدها ومقالاتها في الصحف اللبنانية، وكَتب عنها العديد من الشعراء والأدباء.